# Hronec
Hronec este o comună slovacă, aflată în districtul Brezno din regiunea Banská Bystrica. Localitatea se află la altitudinea de 488 m deasupra n.m., se întinde pe o suprafață de 35,15 km2 și în 2017 număra 1.216 locuitori.

## Istoric
Localitatea Hronec este atestată documentar din 1357.

## Demografie
| An:                | 1994 | 2004   | 2014   | 2024   |
| ------------------ | ---- | ------ | ------ | ------ |
| Număr de persoane: | 1159 | 1162   | 1220   | 1121   |
| Diferență:         |      | +0,25% | +4,99% | −8,11% |

| An:                | 2023 | 2024   |
| ------------------ | ---- | ------ |
| Număr de persoane: | 1137 | 1121   |
| Diferență:         |      | −1,40% |